# Elmer Collins
Elmer Collins (ur. w 1887 w Lynn – zm. w 1982 w Little Falls) – amerykański kolarz torowy, srebrny medalista mistrzostw świata.

## Kariera
Największy sukces w karierze Elmer Collins osiągnął w 1912 roku, kiedy srebrny medal w wyścigu ze startu zatrzymanego podczas mistrzostw świata w Newark. W zawodach tych wyprzedził go jedynie jego rodak George Wiley, a trzecie miejsce zajął kolejny Amerykanin – Jimmy Moran. Był to jedyny medal wywalczony przez Collinsa na międzynarodowej imprezie tej rangi. Ponadto kilkakrotnie stawał na podium zawodów cyklu Six Days, nigdy jednak nie wygrał. Nigdy również nie wystartował na igrzyskach olimpijskich.